# 리턴 인더스트리즈
리턴 인더스트리즈(Litton Industries, Inc.)는 미국 방위산업체로 조선, 항공우주, 전자 부품, 정보 기술을 전문으로 했다. 이 회사는 1953년에 설립되었으며, 회사 초기 투자자였던 발명가 찰스 리턴 시니어의 이름을 따서 명명되었다.
1960년대 동안, 이 회사는 관련 없는 많은 회사들을 인수하기 시작했고 미국에서 가장 큰 복합기업 중 하나가 되었다. 전성기에는 많은 방위 관련 회사들 외에도 로얄 타자기와 아들러, 모팻의 대형 가전제품, 스터퍼 코퍼레이션의 식품 및 접객업, 그리고 다양한 사무 기기 및 가구 회사들을 소유했다.
다른 많은 복합기업들처럼, 이 회사는 1970년대에 상당한 쇠퇴를 겪었고, 관련 없는 많은 브랜드들을 매각했으며 1980년대에는 주로 방위 산업 본연의 모습으로 돌아갔다. 이 회사는 냉전 종식 이후에도 계속 규모가 줄어들었고, 1990년대 후반에는 기업 인수의 대상이 되었다. 이 회사는 2001년에 노스롭그루먼에 인수되었다.

## 역사
리턴 인더스트리즈는 원래 항법, 커뮤니케이션 및 전자전 장비를 제작하는 일렉트로닉스 회사로 설립되었다. 이후 다각화하여 주요 조선소와 전자레인지 제조를 포함한 훨씬 더 큰 사업체가 되었다.
이 회사는 1953년 미국 기업 경영자 찰스 베이츠 "텍스" 손튼과 그의 동료 로이 애쉬 및 휴 재미슨이 설립했다. 베벌리힐스에 본사를 둔 이 회사의 원래 이름은 '일렉트로 다이내믹스 코퍼레이션(Electro Dynamics Corporation)'이었다. 1954년, 리먼 브라더스로부터 대출을 받아 손튼은 창립자 찰스 리턴 시니어로부터 진공관 제조사 '리턴 인더스트리즈(Litton Industries Inc)'를 $150만 달러에 인수하고 이후 그 이름을 채택했다.
리턴 인더스트리즈는 처음에는 자본이 부족했지만, 손튼은 미국 국방부가 더 정교한 무기를 필요로 할 것이며, 또 다른 대규모 전자 회사에 대한 수요가 증가할 것이라고 생각했다. 수년간 리턴 인더스트리즈는 여러 소규모 회사들을 인수했으며 먼로 계산기와 합병했다. 먼로는 리턴의 기술 자산을 활용했고 리턴은 먼로의 판매 및 서비스 지점이 필요했다. 1950년대 후반과 1960년대 초반 동안 리턴 사업의 50%는 미국 정부와 관련이 있었다. 계산기 외에도 항공기용 관성 유도 시스템, 전위차계, 이중기 등을 생산했다.
1961년 리턴은 잉걸스 조선소를 800만 달러에 인수하고 이후 잠수함 및 석유 시추 장비 생산에 진출했다. 1963년까지 리턴 인더스트리즈는 3억 9,380만 달러의 매출로 5억 달러에 달했다.
1964년 12월, 리턴은 로얄 맥비를 인수했다.
1969년, 이 회사는 당시 독일에 본사를 둔 주요 타자기 제조업체이자 유럽에서 여섯 번째로 큰 사무 기기 제조업체였던 트라이엄프-아들러를 인수했다.
1973년, 몇 년간의 실망스러운 판매 실적 이후 손튼은 프레드 오그린을 회사 사장으로 임명하여 애쉬를 교체했다. 새로운 전략으로 리턴은 수익성이 낮은 자회사들을 일부 매각하고 수익성이 좋은 자회사들에 집중했다. 이 회사는 또한 사우디아라비아 공군과 16억 달러 규모의 계약을 체결하는 데 성공했다.
회사의 이익은 1979년 4천 4백만 달러에서 1983년 7천 8백만 달러로 증가했다.
1980년대 동안, 리턴은 출판, 의료 제품, 사무 가구, 전자레인지 사업을 중단하고 생산을 정교한 기술로 전환했다. 그 결과, 이 회사는 전자 회사인 이텍 코프(Itek Corp.)와 코어 래버러토리즈를 인수했다. 1990년대 초반, 리턴 인더스트리즈는 별도의 군대 및 상업 회사로 분할되었다. 리턴의 유전 서비스, 사업, 자동화된 조립 라인 운영을 포함하는 20억 달러 규모의 상업 사업은 웨스턴 아틀라스로 명명되었다.
1998년, 리턴 인더스트리즈는 TASC, Inc.를 인수했다. 2000년, TASC는 세 개의 독립적인 상업 운영 부서(Adesso Software, WSI (Weather Services International) Corporation 및 Emerge)를 매각했다. 이 회사는 2000 회계연도에 56억 달러의 매출과 2억 1,800만 달러의 순이익을 보고했다.
2000년 12월 21일, 공동 성명에서 리턴 인더스트리즈와 노스롭그루먼은 후자가 51억 달러 상당의 거래로 리턴 인더스트리즈 주식을 인수할 것이라고 발표했다. 이 거래는 2001년 5월 31일에 완료되었고 노스롭그루먼은 공식적으로 리턴 인더스트리즈를 인수했다.

## 부문
리턴 인더스트리즈의 주요 부서들의 임시 목록:
- LITEF GmbH (프라이부르크, 독일)[10]
- Litton Advanced Systems[11]
- Litton Aero Products[12]
- Litton Automated Marine Systems (AMS)[13]
  - 스페리 마린
  - C.플라스
  - 스페인 유조선을 위한 부하 모니터링 시스템 (하중 담당자를 위한 실시간 모니터링 및 전단력 및 굽힘 모멘트 계산 기능이 있는 IMP-16 기반 임베디드 시스템)
  - 데카 레이다 (이전에는 레이컬 일렉트로닉스의 사업부)
    - 데카 항법, 역사적인 초저주파 항법 시스템
- 리턴 바이오네틱스, 포트 데트릭, 프레데릭, MD[14]
- Litton Computer Services[15]
- Litton Data Systems[16]
- Litton Electron Devices → 현재 L3 테크놀로지스, 전자 장치: 토런스 CA & 윌리엄스포트 PA[17]
- Litton Electro-Optical Systems Incorporated
- Litton Encoder[18]
- Litton Guidance and Control Systems[19]
- Litton Industries, Potentiometer Division, 마운트 버논, NY[20]
- Litton Industries - Clifton Precision, 클리프턴 하이츠, PA[21]
- Litton Integrated Systems[11]
- Litton Italia[22]
- Litton Kester[23]
- Litton Network Access Systems[24]
- Litton PRC[25]
- Litton Ship Systems[26]
  - 아본데일 조선소
  - 잉걸스 조선소
- Litton Space Systems
- Litton Systems Canada[27]
- Litton Westrex[28]
- TELDIX[22]
- 웨스턴 아틀라스, 이전 리턴 자회사인 웨스턴 지구물리를 포함하여 드레서 인더스트리즈와 공동으로 설립한 합작 투자 회사. 1994년 분사되었다.